# Bürgerblick Passau
Der Bürgerblick Passau ist eine seit dem 14. Oktober 2005 vom freien Journalisten Hubert Jakob Denk herausgegebene lokale Zeitschrift aus der niederbayerischen Stadt Passau. Neben dem Herausgeber arbeiten mehrere freie Autoren und Fotografen für das Lokalmagazin.

## Geschichte
Die kontroversen Debatten über den Bau des Einkaufscenters „ECE“ in der Neuen Mitte Passau führten im Oktober 2005 zur Gründung des Lokalmagazins Bürgerblick, dass diesem Projekt kritisch gegenüberstand. Es wird herausgegeben vom freien Journalisten Hubert Jakob Denk, der seit 2001 in seiner Heimatstadt die Nachrichtenagentur Mediendenk betreibt. Er will mit der Zeitschrift eine Alternative zur Passauer Neuen Presse anbieten, die den regionalen Medienmarkt beherrscht. Denk wollte in einem Umfeld von Gratisblättern bewusst ein Kaufmagazin installieren. "Unabhängiger Journalismus ist abhängig von der Wertschätzung der Gesellschaft", lautet bis heute ein Motto des Magazins.
Die Berichterstattung richtete sich zunächst gegen die damalige CSU-Stadtregierung. Diese zog nach wenigen Ausgaben im Februar 2006 in mehreren Prozessen vor Gericht, Gegendarstellungen und Vergleiche folgten. Seit dem Frühjahr 2008 verbreiterte sich das Themenspektrum, zentral blieb die Berichterstattung über die Stadt Passau. Seit Dezember 2008 erscheint der Bürgerblick mit einem Editorial.
Im Zuge gerichtlicher Auseinandersetzungen mit Florian Silbereisen und Bernd Schottdorf, die mit einer einstweiligen Verfügung gegen den Bürgerblick endeten, entstanden Gerichtskosten, die zu einem erhöhten Verkaufspreis für die Februar-Ausgabe 2010 führten. Hubert Denk wehrte sich gegen diese einstweiligen Verfügungen und gewann in den Hauptverfahren oder den höheren Instanzen.
Ende 2013 wurde das Magazin durch eine seit mittlerweile über vier Jahre andauernde Rechtsstreitigkeit im Fall des Laborarztes Bernd Schottdorf einer breiten Öffentlichkeit bekannt. Denk hatte über Spenden von Schottdorf an den damaligen bayerischen Ministerpräsidenten Edmund Stoiber berichtet. Schottdorf sah darin den Vorwurf, er habe Ermittlungen gegen ihn beeinflussen wollen. Diese Unterlassungsklagen konnte Denk in allen Instanzen abwehren. Nach diesen Gerichtsprozessen ermittelte die Staatsanwaltschaft gegen den Journalisten, da sie vermutete, er habe einen Beamten der Ermittlungs- oder Justizbehörden bestochen oder den E-Mailverkehr zwischen Schottdorf und seinen Rechtsanwälten abgefangen. Denk bezeichnete diese Vorwürfe als absurd und verweigerte die Nennung seiner Quelle unter Berufung auf den Informantenschutz.
Inzwischen stehen die Themen Umwelt- und Denkmalschutz, Stadtentwicklung und Medienjournalismus im Vordergrund.

## Erscheinungsweise
Der Bürgerblick erschien zunächst bis Oktober 2007, unter anderem wegen der juristischen Auseinandersetzungen, unregelmäßig mit einem Umfang von 8 Seiten. Mit der Ausgabe 100, November 2016, wechselte das Magazin von der Klammerheftung zur Buchbindung. Der Umfang erhöhte sich auf durchschnittlich 60 Seiten. Der Bürgerblick erscheint in der ersten Woche jedes Monats mit zehn Ausgaben pro Jahr; Doppelausgabe im Sommer und Winter.
Seit der Sommerausgabe 2021, Ausgabe 147, erscheint das Magazin mit einem veränderten Logo und neuem Layout.

## Verkauf
Das erste Heft, 15.000 Exemplaren wurde kostenlos verteilt. Die Ausgabe 27 (Sommer 2009) wurde in einer Auflage von 2.400 Stück kostenlos an Haushalte des Marktes Tittling verteilt. Mit zwei Verkaufsstellen in Tittling wurde das Vertriebsgebiet erstmals über das Stadtgebiet Passau hinaus erweitert.
Der Verkauf erfolgt im Eigenvertrieb über rund 60 Kioske und Läden in Stadt und Landkreise Passau. Der Preis wurde schrittweise angepasst: 30 Cent in der Startphase, 3,50 Euro ab Heft 100, 5 Euro seit Heft 147. Nicht verkaufte Exemplare werden im Folgemonat im Leserzirkel (u. a. Gastronomie) ausgelegt. Nach eigenen Angaben erreicht der Bürgerblick im Raum Passau eine verbreitete Auflage in gedruckter und digitaler Form von 2.400 Stück.
Seit Februar 2009 wird Bürgerblick im Abonnement angeboten, seit Frühjahr 2014 auch als ePaper versandt. Seit Sommer 2022 haben Abonnenten Zugang zum Archiv der digitalen Ausgaben und exklusiven Online-Beiträgen.